# Кіфер (Оклахома)
Кіфер (англ. Kiefer) — місто (англ. town) в США, в окрузі Крік штату Оклахома. Населення — 2187 осіб (2020).

## Географія
Кіфер розташований за координатами 35°56′38″ пн. ш. 96°3′11″ зх. д. / 35.94389° пн. ш. 96.05306° зх. д. (35.943780, -96.053017).  За даними Бюро перепису населення США в 2010 році місто мало площу 6,14 км², з яких 6,07 км² — суходіл та 0,06 км² — водойми.

## Демографія
Згідно з переписом 2010 року, у місті мешкало 1685 осіб у 626 домогосподарствах у складі 490 родин. Густота населення становила 275 осіб/км².  Було 686 помешкань (112/км²).
Расовий склад населення:
| - 78,5 % — білих - 10,3 % — корінних американців - 0,4 % — чорних або афроамериканців - 0,4 % — азіатів - 2,0 % — осіб інших рас |

До двох чи більше рас належало 8,4 %. Частка іспаномовних становила 4,7 % від усіх жителів.
За віковим діапазоном населення розподілялося таким чином: 26,2 % — особи молодші 18 років, 64,1 % — особи у віці 18—64 років, 9,7 % — особи у віці 65 років та старші. Медіана віку мешканця становила 35,0 року. На 100 осіб жіночої статі у місті припадало 98,9 чоловіків;  на 100 жінок у віці від 18 років та старших — 91,5 чоловіків також старших 18 років.
Середній дохід на одне домашнє господарство  становив 65 091 долар США (медіана — 51 250), а середній дохід на одну сім'ю — 62 326 доларів (медіана — 55 750). Медіана доходів становила 43 295 доларів для чоловіків та 35 395 доларів для жінок. За межею бідності перебувало 15,6 % осіб, у тому числі 18,9 % дітей у віці до 18 років та 11,7 % осіб у віці 65 років та старших.
Цивільне працевлаштоване населення становило 849 осіб. Основні галузі зайнятості: освіта, охорона здоров'я та соціальна допомога — 29,1 %, виробництво — 14,3 %, науковці, спеціалісти, менеджери — 12,1 %.